# Wild Zero
(Slogan promozionale del film)
Wild Zero è un film del 2000, diretto da Tetsuro Takeuchi e interpretato dal gruppo musicale giapponese Guitar Wolf.

## Trama
Nella città di Asahi-Cho cade un meteorite, ma il luogo esatto della collisione non è conosciuto.
Ace, un giovane appassionato di Rock and roll, si reca a un concerto dei Guitar Wolf. Lì assiste a una violenta lite tra la band e il loro manager Captain. Ace interviene in aiuto della band e come ringraziamento riceve un fischietto, che potrà usare una volta in pericolo, evocando la band in suo aiuto.
Intanto la città viene invasa da un gruppo di alieni, che usano degli zombi per attaccare gli esseri umani. Ace incontra Tobio, una strana ragazza fragile e timida che in realtà nasconde un segreto. Ace si innamora di lei e non demorde neanche quando ella gli rivela di essere in realtà un uomo.
Per proteggere Tobio dagli zombi, Ace usa il fischietto e i Guitar Wolf accorrono in suo aiuto, ingaggiando una lotta all'ultimo sangue con gli zombi e con un gruppo di strani personaggi.

## Riconoscimenti
- 2001: Philadelphia Film Festival (Audience Award)

## Collegamenti ad altre pellicole
- Un gruppo di alieni che si servono degli zombi per attaccare gli umani era già presente in Plan 9 from Outer Space, diretto da Ed Wood nel 1959.
- La scena di un omicidio che si svolge in una doccia è un riferimento a Psyco, diretto nel 1960 da Alfred Hitchcock.
- In una scena, Ace aggredisce un gruppo di zombi a colpi di scoppettone, come The Toxic Avenger nella serie Il vendicatore tossico.
- Ace continua ad amare Tobio, nonostante questa gli riveli essere un uomo. Ciò è un riferimento alla trama de La moglie del soldato, diretto da Neil Jordan nel 1992.